# 대제중학교
대제중학교(大堤中學校)는 대한민국 충청북도 제천시 청전동에 있는 사립 중학교이다.

## 학교 연혁
- 1957년 2월 26일 : 재단법인 계림학원 설립 인가
- 1957년 2월 26일 : 정일태 이사장 취임
- 1957년 4월 6일 : 계림중학교 설립 인가 (인가학급 6학급)
- 1957년 4월 17일 : 개교식 및 입학식 거행 (제천시 서부동)
- 1957년 4월 17일 : 제1대 정성태 교장 취임
- 1959년 4월 3일 : 서부동에서 화산동으로 학교 이전
- 1960년 2월 27일 : 제1회 졸업식
- 1963년 12월 26일 : 재단법인을 학교법인으로 변경
- 1964년 12월 20일 : 신축교사로 이전 (제천읍 청전리 526번지)
- 1965년 1월 30일 : 김익로 초대 이사장 취임
- 1972년 3월 10일 : 학교법인과 학교명을 “大堤” 로 변경 (계림중학교-대제중학교)
- 1996년 11월 7일 : 신축교사 기공식 (연면적 4,983m2, 지하 1층, 지상 3층)
- 1998년 7월 9일 : 신축교사 준공식
- 2004년 11월 3일 : 다목적 강당(일송관) 준공
- 2007년 10월 5일 : 학교 도서관(자암당) 개관
- 2009년 3월 4일 : 제3대 김은정 이사장 취임
- 2011년 11월 15일 : 인조잔디운동장 준공
- 2019년 12월 19일 : 급식소 증축 (연면적 306.30m2)
- 2021년 3월 2일 : 제20대 원동욱 교장 취임
- 2023년 7월 13일 : 디지털 교육혁신 선도학교 선정
- 2023년 12월 29일 : 제65회 졸업생 163명 졸업 (총 14,291명)

## 참고 자료
- 대제중학교 - 한국교육학술정보원 학교알리미